# 居住单元
居住单元（法語：Unité d'habitation）是柯布西耶设计的一种现在住宅形式，其中最著名的就是1952年建成的第一个居住单元：马赛公寓。居住单元以模度（法語：Modulor）为尺度设计。

## 马赛公寓

两个复式公寓组成的三层单元

马赛公寓包括23种类型的337个公寓，以室内街分隔。建筑底层架空，内部设有商店，体育设施、医疗设施、学校和一个21个房间的酒店。公寓设有公共的开放屋顶，屋顶上包括幼儿园、体育馆、田径场、儿童游乐场和露天音乐厅。
在草图中，柯布西耶最初的设计接近苏联的Narkomfin住宅。与那些影响了柯布西耶的“兔子笼”建筑不同的是，空间更大并设有公共设施的马赛公寓收到住户的欢迎。

## 其他建筑及影响
以此设计的居住单元还包括以下建筑：
- 勒泽（1955年）
- 柏林（1957年）
- 布里埃（1963年）
- 菲尔米尼（1965年）

因原设计的钢结构在战后价格过高，所有的居住单元都以清水混凝土建成，这影响了粗野主义建筑。受居住单元影响下，在伦敦郊区罗汉普顿建起了Alton Estate，和在谢菲尔德的公园山公寓。这些建筑都饱受批评。1982年建成的伦敦的巴比肯屋村和 的1972年完成的Ernő Goldfinger的特雷利克塔则相对更舒适。